# Qurbanəfəndi
Qurbanəfəndi è un comune dell'Azerbaigian situato nel distretto di İsmayıllı. Conta una popolazione di 1 041 abitanti.